# Joanna Kopczyńska
Joanna Kopczyńska – polska urzędniczka państwowa, doktor nauk prawnych, w latach 2024–2025 prezes Państwowego Gospodarstwa Wodnego Wody Polskie.

## Życiorys
Uczęszczała do XXXIV Liceum Ogólnokształcącego z Oddziałami Dwujęzycznymi im. Miguela de Cervantesa w Warszawie. Ukończyła studia na Uniwersytecie im. Loránda Eötvösa w Budapeszcie oraz w Krajowej Szkole Administracji Publicznej w Warszawie. W 2023 roku uzyskała stopień doktora nauk społecznych w dyscyplinie nauki prawne na Uniwersytecie Gdańskim na podstawie pracy pn. Prawne instrumenty realizacji dyrektyw UE dotyczących ograniczenia uwalniania się do środowiska wodnego biogenów.
Od 2004 roku rozpoczęła pracę w sektorze komunalnym. Była przewodniczącą Polskiej Delegacji do Komisji Ochrony Środowiska Morskiego Bałtyku (HELCOM) oraz przewodniczącą Międzynarodowej Komisji Ochrony Odry przed Zanieczyszczeniami. Była także zastępczynią dyrektora w Ministerstwie Gospodarki Morskiej i Żeglugi Śródlądowej oraz dyrektorką Departamentu Gospodarki Wodnej w Ministerstwie Środowiska. Następnie w latach 2018–2021 była zastępczynią prezesa Wód Polskich ds. Zarządzania Środowiskiem Wodnym, a od stycznia 2021 roku zastępczynią dyrektora ds. Państwowej Służby Bezpieczeństwa Budowli Piętrzących w Instytucie Meteorologii i Gospodarki Wodnej – Państwowym Instytucie Badawczym.
11 stycznia 2024 minister Dariusz Klimczak powołał ją na stanowisko prezesa Państwowego Gospodarstwa Wodnego Wody Polskie. 7 lipca 2025 minister Dariusz Klimczak odwołał ją z tej funkcji.